# Gilchrist (Oregon)
Gilchrist (kiejtése: ɡɪlkrɪst) az Amerikai Egyesült Államok északnyugati részén, Oregon állam Klamath megyéjében, a U.S. Route 97 mentén elhelyezkedő statisztikai település. A 2020. évi népszámláláskor 216 lakosa volt.

## Története
Gilchrist Oregon utolsó faipari gyárvárosa. A Mississippiből ideköltözött Gilchrist Timber Company alapította 1938-ban, tulajdonosai Frank és Mary Gilchrist voltak. Az iskola és a bevásárlóközpont 1939-ben nyíltak meg; utóbbiban klubhelyiséget és rendezvénytermet is kialakítottak.
A faipari vállalatot 1991-ben eladták a Crown Pacific Partnersnek, amely mindenkit kirúgott. Szinte minden lakóházat ugyanazon barna árnyalatúra festettek, majd 1997-ben eladták őket. A fafeldolgozót 2000-ben kibővítették, majd 2003-ban a vállalat csődbe ment. 2006-ban vagyontárgyait a kanadai Interfor Pacific vásárolta meg.

## Éghajlat
A település éghajlata mediterrán (a Köppen-skála szerint Csb).

## Oktatás
A helyi iskola fenntartója a Klamath megyei Tankerület.

## Fordítás
- Ez a szócikk részben vagy egészben  a   Gilchrist, Oregon című angol Wikipédia-szócikk ezen változatának fordításán alapul.  Az eredeti cikk szerkesztőit annak laptörténete sorolja fel. Ez a jelzés csupán a megfogalmazás eredetét és a szerzői jogokat jelzi, nem szolgál a cikkben szereplő információk forrásmegjelöléseként.